# Nhà hàng Cosplay
Nhà hàng Cosplay (コスプレ系飲食店 Kosupure-kei inshokuten) là các nhà hàng theo chủ đề và quán pub có nguồn gốc từ Akihabara, Tokyo, Nhật Bản, vào khoảng cuối những năm 1990 và đầu những năm 2000. Chúng bao gồm maid café (メイドカフェ Meido kafe) và café quản gia (執事喫茶 shitsuji kissa), nơi các nhân viên phục vụ vận y như những người hầu gái thanh tao, hoặc quản gia. Nhân viên sẽ đối xử với khách hàng như những chủ nhân và cô chủ trong một ngôi nhà riêng thay vì chỉ là khách hàng quán cà phê thông thường. Những quán cà phê và nhà hàng như vậy nhanh chóng trở thành một yếu tố quan trọng trong văn hoá otaku Nhật Bản.

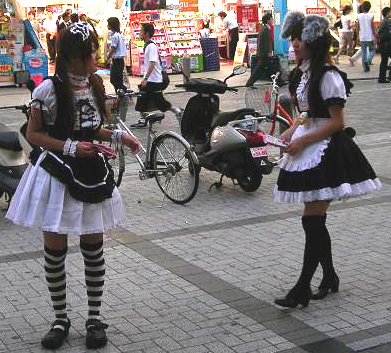
Các cô hầu gái đang quảng bá quán cà phê tại Akihabara, Tokyo

Mức độ nổi tiếng của các nhà hàng cosplay và quán cà phê hầu gái đã lan toả sang các khu vực khác trong Nhật Bản,  ví dụ như Den Den Town của Osaka cũng như những nơi khác ngoài Nhật Bản, ví dụ như Hồng Kông, Đài Loan, Singapore, México, Canada, và Philippines.

## Đặc điểm

### Café hầu gái
Trong một quán cà phê hầu gái thông thường, các nữ nhân viên mặc trang phục hầu gái Pháp (đôi khi, các cô hầu gái có thể đeo tai thỏ hoặc tai mèo để tạo thêm sự đáng yêu) và gọi khách hàng là Chủ nhân (ご主人様 goshujinsama) hoặc Cô chủ (お嬢様 ojōsama). Khi bước vào tiệm cửa hàng như vậy, khách hàng thường được chào đón bằng cách nói "Chào mừng đã về đến nhà, thưa Chủ nhân" (お帰りなさいませ、ご主人様！ Okaerinasaimase, goshujinsama), được cung cấp khăn lau tay và thực đơn đồ ăn thức uống. Các món ăn phổ biến bao gồm bánh (đôi khi do chính các cô gái hầu gái tự nướng), kem, omurice, mì spaghetti, cũng như thức uống như Coca-Cola, trà, sữa hoặc đồ uống có cồn như bia, hoặc trong một số trường hợp, thậm chí là rượu sâm banh. Các tùy chọn (dịch vụ) khác bao gồm chụp ảnh polaroid (hoặc chỉ có một mình cô hầu gái, hoặc cùng với cô hầu gái khác hoặc cùng với khách hàng, sau đó ảnh sẽ được trang trí bằng bút dạ hoặc sticker dán màu), chơi bài, trò chơi điện tử và/hoặc thậm chí những dịch vụ còn lạ lùng hơn, chẳng hạn như bị vả bởi một hoặc nhiều cô hầu gái.
Có một loạt các cơ sở phục vụ tuỳ theo những sở thích cụ thể và cung cấp dịch vụ khác nhau cho khách hàng. Gần đây, với sự bùng nổ của thị trường quán cà phê hầu gái, các dịch vụ liên quan cũng trở nên phổ biến. Trong đó bao gồm lấy ráy tai (耳かき Mimikaki), mát-xa chân hoặc tay, các phiên chụp ảnh (khách hàng thường thuê thời gian tại studio, trong thời gian đó họ có thể yêu cầu cô hầu gái mặc trang phục nào và đứng như thế nào) hoặc thậm chí "hẹn hò" với các cô hầu gái. Cùng với sự phổ biến của các quán cà phê hầu gái, một số các ngành kinh doanh khác cũng theo đuổi. Chỉ riêng tại Akihabara đã có thể tìm thấy nhiều tiệm mát-xa hợp pháp, cửa hàng mắt kính hầu gái và ít nhất một quán izakaya cosplay/hầu gái.

### Café quản gia
Trong khi hầu hết các nhà hàng cosplay và các quán cà phê hầu gái phục vụ chủ yếu cho nam giới, cũng có một hình thức dành cho phụ nữ được gọi là Café quản gia (執事喫茶 shitsuji kissa). Các quản gia trong những quán cà phê này là những nam nhân viên ăn mặc đẹp và có thể mặc đồng phục phục vụ thông thường hoặc thậm chí là áo tuxedo hoặc áo đuôi tôm. Cũng có quán cà phê quản gia có nhân viên phục trang cosplay như những nam sinh thiếu niên, với mục tiêu thu hút các fujoshi  (người hâm mộ thể loại Boys' Love).
Cũng có những quán cà phê quản gia có phong cách trang phục "nam trang" (男装系 dansō-kei), trong đó các nữ nhân viên mặc đồng phục nam quản gia thay vì là nam giới thực sự.

## Các hình thức khác
Trong những cửa hàng khác, các bộ y phục và kể cả bối cảnh cũng tự nó thay đổi. Trong các quán cà phê chủ đề trường học, các khách hàng được gọi là các senpai thay vì Chủ nhân hoặc Cô chủ. Bên trong quán, các bàn ghế thông thường được thay thế bằng bàn ghế học đường và menu cũng được phục vụ trong các khay giống như những khay ăn trong trường học Nhật Bản. Các chủ đề khác bao gồm, em gái (妹 imōto), vu nữ (巫女 miko) hoặc quán cà phê/izakaya đường sắt (鉄道 tetsudō).

### Café mèo hầu gái
Một hình thức phụ của quán cà phê hầu gái là quán cà phê mèo hầu gái. Các nữ phục vụ trong các quán cà phê này đeo tai mèo và đuôi cũng như thường làm các động tác giống mèo như kêu meo meo hoặc kết thúc câu với tiếng meo. Thêm vào đó, đồ ăn cũng thường được chuẩn bị theo các hình thù con mèo hoặc mèo con.

### Café Tsundere
Những quán cà phê này có tất cả các đặc điểm của một quán cà phê hầu gái thông thường nhưng với việc bổ sung chủ đề tính cách. Chủ đề mà mọi người hầu gái thường được đặt cho là "tsundere". Theo đó, người phục vụ trong các quán cà phê này thường sẽ cư xử bất lịch sự hoặc lãnh cảm với khách hàng. Thêm vào đó, một số quán cà phê như vậy còn cho phép khách quen yêu cầu những dịch vụ đặc biệt, thường là những hành động động chạm như quẹt tay vào trán.

## Bắc Mỹ
Một quán cà phê hầu gái được mở ở miền tây là quán "i maid cafe" tại Scarborough, Ontario, và được giới thiệu trên tạp chí thông tin của CBC, The Hour. Quán cà phê đã đóng cửa vào tháng 11 năm 2007 do quản lý thất bại trong việc trả tiền thuê mặt bằng.
Vào tháng 12 năm 2007, Royal-T đã mở tại Culver City, California, và quán đã được giới thiệu trên nhiều tạp chí, ví dụ như Elle và Los Angeles Times. Nó là sự kết hợp giữa café hầu gái, cửa hàng và phòng trưng bày nghệ thuật. Cửa hàng đã đóng sau 5 năm.
Vào tháng 9 năm 2008, một chuỗi kinh doanh Nhật Bản Crepe House Uni đã mở quán tại Davis, California, những đã đóng vào năm 2010. Các nhân viên mặc đồng phục hầu gái, nhưng nó không thực sự là quán cà phê hầu gái.
Năm 2012, một quán cà phê hầu gái mang tên "Chou Anime" được mở tại quận Midtown của thành phố Detroit, Michigan. Thông tin về quán cà phê có thể được tìm thấy trên trang web của họ. Chou Anime chính thức đóng cửa vào thứ bảy, ngày 22 tháng 9 năm 2012, do không nhận được lưu lượng khách hàng ổn định.
Vào ngày 18 tháng 8 năm 2013, "Maid Cafe NY" đã mở cửa tại New York City, New York. Ngoài việc phục vụ đồ ăn, cửa hàng cũng cung cấp kinh doanh một số đồ dùng cosplay và giải trí nhạc sống. Nó đã đóng cửa vào tháng 3 năm 2015 do không thể giữ vị trí mặt bằng trong khu phố Trung Hoa Chinatown và không thể tìm được mặt bằng mới.